# バディ・マクガート
バディ・マクガート（Buddy McGirt、1964年1月17日 - ）は、アメリカ合衆国の男性プロボクサー。ニューヨーク州ニューヨークブレントウッド出身。元IBF世界スーパーライト級王者。元WBC世界ウェルター級王者。世界2階級制覇王者。

## 来歴
1982年3月2日、プロデビューを果たし4回引き分けだった。
1985年12月21日、WBCアメリカ大陸スーパーライト級王者シュガー・ボーイ・ナバーロと対戦し5回TKO勝ちで王座獲得に成功した。
1986年7月20日、フランキー・ウォーレンと対戦し10回0-3(94-97、92-98、96-97)の判定負けでキャリア初黒星。
1987年4月24日、ビンセント・レレフォードと対戦し12回2分59秒TKO勝ちで初防衛に成功した。
1988年2月14日、テリー・マーシュの引退に伴い空位になったIBF世界スーパーライト級王座決定戦をキャリア初黒星をつけられたフランキー・ウォーレンと対戦し12回1分32秒TKO勝ちで王座獲得に成功した。
1988年7月31日、ハワード・デービス・ジュニアと対戦し初回2分45秒KO勝ちで初防衛に成功した。
1988年9月3日、メルドリック・テーラーと対戦し12回2分TKO負けで2度目の防衛に失敗し王座から陥落した。
1989年8月27日、ゲーリー・ジェイコブスと対戦し10回3-0の判定勝ち。
1990年7月22日、ホセ・レオナルド・ベルムンデスと対戦し10回3-0(99-91、98-92、96-93)の判定勝ち。
1991年11月29日、WBC世界ウェルター級王者サイモン・ブラウンと対戦し12回3-0(119-108、2者が117-110)の判定勝ちで2階級制覇に成功した。
1992年6月25日、元WBA世界スーパーライト級王者パトリツィオ・オリバと対戦し12回3-0(118-111、116-112、118-110)の判定勝ちで初防衛に成功した。
1993年1月12日、元WBO世界ウェルター級王者ヘナロ・レオンと対戦し12回3-0(118-113、117-114、117-111)の判定勝ちで2度目の防衛に成功した。
1993年3月6日、パーネル・ウィテカーと対戦し12回0-3(111-117、113-115、114-115)の判定負けで3度目の防衛に失敗し王座から陥落した。
1994年10月1日、パーネル・ウィテカーと1年4ヶ月ぶりに再戦し、12回0-3(110-117、113-117、112-118)の判定負けで1年ぶりに王座返り咲きに失敗した。
1996年10月25日、IBC世界スーパーウェルター級王者ケビン・ティルマンと対戦し12回3-0の判定勝ちで王座獲得に成功した。
1997年1月21日、ダーレン・マキウンスキーと対戦し10回0-3(91-100、94-99、94-95)の判定負けを最後に現役を引退した。

## 獲得タイトル
- WBCアメリカ大陸スーパーライト級王座
- IBF世界スーパーライト級王座(防衛1)
- WBC世界ウェルター級王座(防衛2度)
- IBC世界スーパーウェルター級王座